# Iso Leikosaari
Iso Leikosaari est une île du golfe de Finlande dans le quartier de Vuosaari à Helsinki en Finlande.

## Présentation
Iso Leikosaari est une île où campent les membres des congrégations suédophones à Helsinki. 
Situé sur l'eesker sous-marin Kallahdenharju, elle est située à 1,3 kilomètre au sud du continent.
L'île a une superficie de 6,3 hectares et abrite le bâtiment principal d"une maison de pécheurs du XIXe siècle. 
En 1904, Kaarlo Juho Ståhlberg a loué l'île et le bâtiment principal de l'île a servi de villa d'été à Ståhlberg jusqu'en 1919. 
Il existe de nombreux bâtiments sur l'île, dont une chapelle.